# ペルセオ
ペルセオ（イタリア語: Perseo）は、イタリアの時計メーカー。旧名は「コルテベール Cortébert」。1790年設立。コルテベール社は時計ムーブメントを製造していた。イタリア鉄道時計としても有名である。

## 歴史
1790年、スイスはベルン州のコルテベールにて小さな時計屋として創業。1855年に会社として登記されている。
コルテベール社の時計はイタリア鉄道、エジプト鉄道、トルコ鉄道において鉄道時計として採用されるとともに、ポーランド軍には軍用時計として採用された。ロレックス、IWC、パネライの各社には、コルテベール社のムーブメントを使用していた時代があった。ロシアの共産主義革命後、ソビエト連邦ではコルテベール社のキャリバー329を買収し、モルニヤという時計を製造していた。
1927年、コルテベール社のイタリア総代理店は、時の独裁者ムッソリーニに「イタリア語らしい名称に変更しなければ契約を切る」と迫られたたため、イタリア国内のみブランド名を「ペルセオ Perseo」に変更した。
第二次世界大戦前後をとおして正式なイタリア鉄道時計として使用され続けたが、クォーツショックの影響でコルテベール社は経営危機に陥ったため、ペルセオはコルテベール社から完全に独立した。その後、ペルセオはコルテベール社の会社と工場を買収した。
ペルセオは現在でもイタリア鉄道のために時計を製造している。数々の店に販売され、ネット通販でも販売されている。